# Tōkaidō Shinkansen
La Tōkaidō Shinkansen (東海道新幹線?) è una linea ferroviaria ad alta velocità giapponese, aperta nel 1964 a scartamento normale, che collega Tokyo e Ōsaka. Il nome si rifà alla via del Tōkaidō, una delle cinque strade del sistema Gokaidō, risalente al periodo Edo. La linea, che è la più utilizzata al mondo tra quelle ad alta velocità, è gestita dalle ferrovie JR Central.

## Storia

Convoglio della serie 700 utilizzato sulla linea

I primi progetti della Tōkaidō Shinkansen risalgono al 1940, quando la velocità massima dei convogli raggiungeva i 150 km/h, circa una volta e mezzo la velocità massima impiegata nei trasporti su rotaia all'epoca, tra Tokyo e Shimonoseki. La seconda guerra mondiale fece accantonare il progetto. Al termine del conflitto il progetto rimase sospeso fino a quando Tokyo ottenne l'organizzazione delle olimpiadi estive del 1964.
Nonostante i tempi stretti, grazie agli sforzi del presidente della Ferrovie Nazionali Giapponesi (JNR) Shinji Sogō e del capo ingegnere Hideo Shima, l'opera venne completata in tempo. I lavori cominciarono il 20 aprile 1959 ed il primo convoglio percorse la linea il 1º ottobre 1964, 9 giorni prima dell'inizio dei giochi. Il nome scelto per il nuovo tragitto fu Nuova Linea Tōkaidō, in riferimento alla importante strada costruita durante il periodo Edo (1603-1868) e usata per secoli.
Tutti i treni del Tōkaidō Shinkansen si fermano alle stazioni intermedie di Shinagawa, Shin-Yokohama, Nagoya e Kyoto.

### Utilizzo
La linea ebbe un rapidissimo successo e già nel 1967 raggiunse il traguardo dei 100 milioni di utenti, nove anni dopo si arrivò al miliardo e in occasione del quarantesimo anniversario il conto totale era di 4,16 miliardi di utenti.

## Treni utilizzati

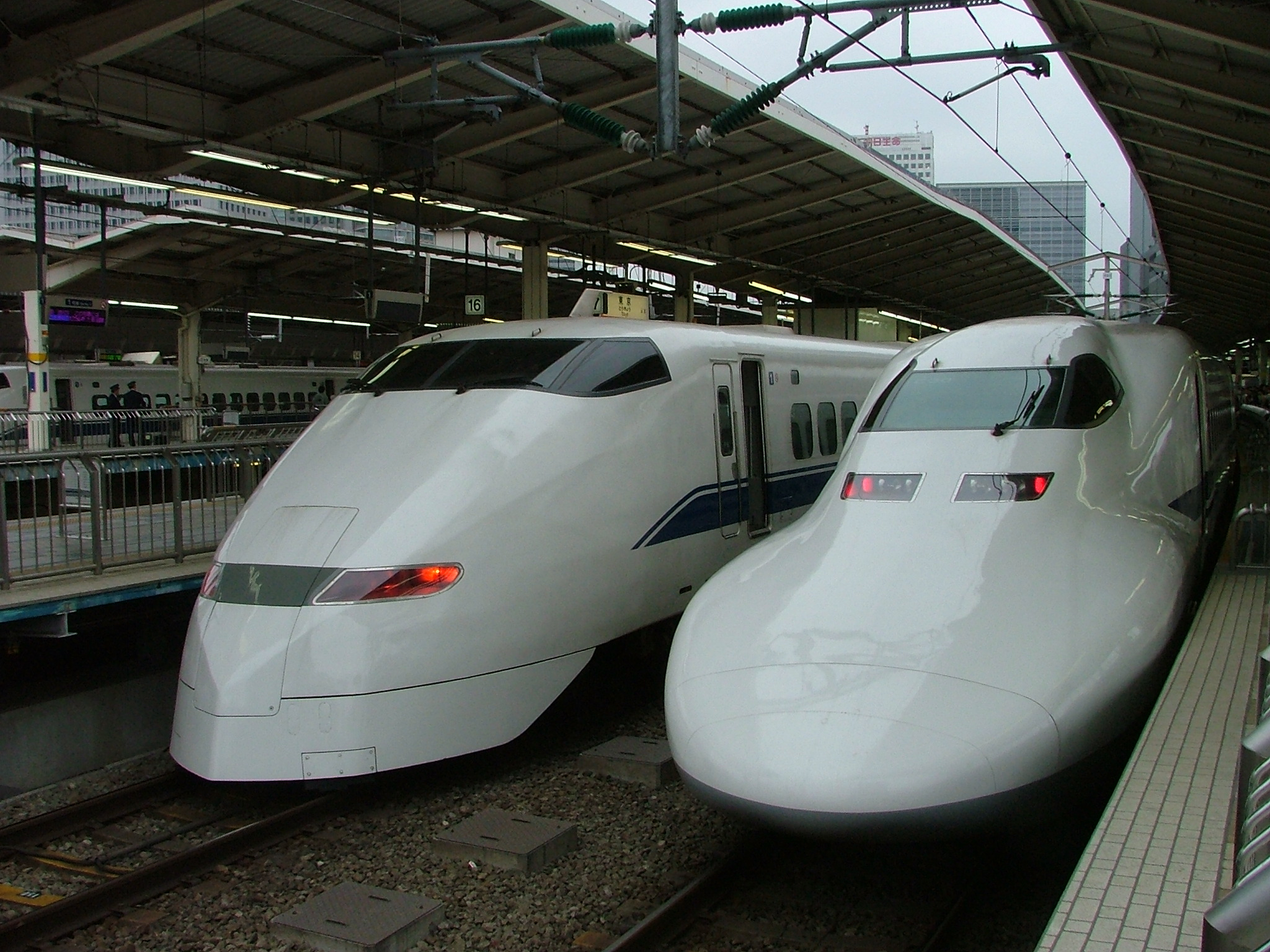
Shinkansen serie 300 (sx) e 700 (dx)

### Convogli del passato
- Shinkansen Serie 0 (1º ottobre 1964 – 19 settembre 1999): Hikari, Kodama;
- Shinkansen Serie 100 (1985 – settembre 2003): Hikari, Kodama;
- Shinkansen Serie 300 (marzo 1992 – 16 marzo 2012): Nozomi, Hikari, Kodama;
- Shinkansen Serie 500 tipo W (marzo 1997 – 28 febbraio 2010): Nozomi, Hikari, Kodama.

### Convogli attuali
- Shinkansen Serie 700 (dal 1999): Nozomi, Hikari, Kodama;
- Shinkansen Serie N700 (dal luglio 2007): Nozomi, Hikari, Kodama.

## Percorrenze
Ci sono tre tipi di convogli in ordine di velocità (dal più rapido al più lento) chiamati: Nozomi (speranza), Hikari (luce) e Kodama (eco). Alcuni Nozomi e Hikari proseguono lungo la linea Sanyō Shinkansen delle ferrovie JR West, arrivando fino a Fukuoka.
Il treno Hikari impiegava 4 ore a percorrere i 515,4 km tra Tokyo e Osaka nel 1964. L'anno successivo il tempo fu ridotto a 3 ore e 10 minuti. Con l'introduzione del Nozomi, nel 1992, il tragitto durava 2 ore 30 minuti. L'introduzione della serie N700 nel 2007, ha ulteriormente ridotto il tempo di percorrenza a 2 ore e 25 minuti
Sui treni Shinkansen si può usufruire del Japan Rail Pass, l'abbonamento che permette di utilizzare illimitatamente per una, due o tre settimane i treni delle ferrovie JR, ad esclusione dei convogli Nozomi e Mizuho.  Archiviato il 30 gennaio 2023 in Internet Archive..

## Caratteristiche

### Percorso
|  |  | Continuation backward |

|  | Unknown route-map component "KXBHFa-L" | Unknown route-map component "KXBHFe-R" |

| Station on track |

| Small bridge over water |

| Station on track |

| Small bridge over water |

| Station on track |

| Station on track |

| Station on track |

| Station on track |

| Small bridge over water |

| Station on track |

| Small bridge over water |

| Small bridge over water |

| Station on track |

| Small bridge over water |

| Station on track |

| Small bridge over water |

| Station on track |

| Station on track |

| Station on track |

| Station on track |

| Station on track |

| Station on track |

| Station on track |

| Continuation forward |

| Stazione      | Giapponese | Distanza (da Tokyo) | Collegamenti | Posizione   | Posizione | Posizione |
| ------------- | ---------- | ------------------- | --- | ----------- | --------- | --------- |
| Tokyo         | 東京       | 0,0                 | ■ Linea Chūō ■ Linea Chūō Rapida ■ Linea Keihin-Tōhoku ■ Linea Keiyō ■ Linea principale Sōbu ■ Linea Tōkaidō ■ Linea principale Tōhoku ■ Linea Takasaki ■ Linea Jōban ■ Linea Yamanote ■ Linea Yokosuka ■ Tōhoku Shinkansen ■ Yamagata Shinkansen ■ Akita Shinkansen ■ Jōetsu Shinkansen ■ Hokuriku Shinkansen Linea Marunouchi | Chiyoda     | Chiyoda   | Tokyo     |
| Shinagawa     | 品川       | 6,8                 | ■ Linea Keihin-Tōhoku ■ Linea principale Tōkaidō ■ Linea Yamanote ■ Linea Yokosuka ● Linea Keikyū principale | Minato      | Minato    | Tokyo     |
| Shin-Yokohama | 新横浜     | 25,5                | ■ Linea Yokohama Linea blu | Kōhoku-ku   | Yokohama  | Kanagawa  |
| Odawara       | 小田原     | 76,7                | ■ Linea principale Tōkaidō ● Linea Odakyū Odawara Ferrovia Hakone Tozan Linea Daiyūzan | Odawara     | Odawara   | Kanagawa  |
| Atami         | 熱海       | 95,4                | ■ Linea Tōkaidō ■ Linea Itō | Atami       | Atami     | Shizuoka  |
| Mishima       | 三島       | 111,3               | ■ Linea Tōkaidō Linea Sunzu | Mishima     | Mishima   | Shizuoka  |
| Shin-Fuji     | 新富士     | 135,0               | | Fuji        | Fuji      | Shizuoka  |
| Shizuoka      | 静岡       | 167,4               | ■ Linea Tōkaidō Ferrovia di Shizuoka (Shin-Shizuoka) | Aoi-ku      | Shizuoka  | Shizuoka  |
| Kakegawa      | 掛川       | 211,3               | ■ Linea Tōkaidō Linea Tenryū Hamanako | Kakegawa    | Kakegawa  | Shizuoka  |
| Hamamatsu     | 浜松       | 238,9               | ■ Linea Tōkaidō Ferrovia Enshū (Shin-Hamamatsu) | Chūō-ku     | Hamamatsu | Shizuoka  |
| Toyohashi     | 豊橋       | 274,2               | ■ Linea Tōkaidō Linea Iida Linea Meitetsu Nagoya | Toyohashi   | Toyohashi | Aichi     |
| Mikawa-Anjō   | 三河安城   | 312,8               | ■ Linea Tōkaidō | Anjō        | Anjō      | Aichi     |
| Nagoya        | 名古屋     | 342,0               | Linea Sakura-dōri Linea Higashiyama ■ Linea principale Chūō ■ Linea principale Kansai ■ Linea principale Takayama ■ Linea principale Tōkaidō ■ Linea Kintetsu Nagoya (Stazione Kintetsu) ■ Linea Meitetsu Nagoya (Meitetsu-Nagoya) ■ Linea Aonami                                                                               | Nakamura-ku | Nagoya    | Aichi     |
| Gifu-Hashima  | 岐阜羽島   | 367,1               | Linea Meitetsu Hashima | Hashima     | Hashima   | Gifu      |
| Maibara       | 米原       | 408,2               | ■ Linea principale Tōkaidō ■ Linea principale Hokuriku Ferrovia Ohmi | Maibara     | Maibara   | Shiga     |
| Kyōto         | 京都       | 476,3               | ■ Linea principale Tōkaidō ■ Linea principale Sanin ■ Linea Nara ■ Linea Kosei ■ Linea Kintetsu Kyōto Linea Karasuma | Shimogyo-ku | Kyōto     | Kyoto     |
| Shin-Ōsaka    | 新大阪     | 515,4               | ■ Sanyō Shinkansen ■ Linea principale Tōkaidō Linea Midōsuji | Yodogawa-ku | Osaka     | Osaka     |